# 万灯台
万灯台（まんとうだい）は、富山県魚津市新角川の角川河口付近にある史跡。

## 概要
1865年（慶応元年）に町奉行土方与八郎が加賀藩に灯台の設置を願い出、1868年（慶応4年）に完成した。完成当時は現在地より20メートルほど海側に設置された魚津港最初の灯台で、暗夜の航路を守ると共に、台中に地蔵菩薩を安置して海上安全を祈願していた。
灯台の維持のために油屋12軒へ360貫を貸し渡した利息を油代に充てていたため、灯台の灯りが消えることはなかったと言われている。
その後周囲に建物が立て込んで見ることが出来なくなったことや角川改修などのため、1955年ごろに魚津水族館（2代目）敷地内（遊園地）に移転し、移転後に大きな海難事故が相次ぎ移転の祟りと恐れた漁民が縁起をかつぎ早く元の場所へ戻すよう要望したことや、さらに角川改修が終わったことから、1982年に現在地に移転。また、1915年から1953年頃まで、伏木港から移設された木造の万灯台（1877年に設置された日本海側最初の洋式灯台）が付近に設置されていた。

## 周辺の施設
- 魚津港（南地区）
- こばと児童センター